# Matpolitik
Matpolitik beskrivs som den politiska aspekten av produktion, planering, reglering, inspektion och distribution av mat. Politiken kan påverkas av etiska, kulturella, medicinska och ekologiska tvister om lämpliga jordbruks- och försäljningsmetoder samt regleringar.